# Communauté de communes Val et Plateau d'Ardenne
La  Communauté de communes Val et Plateau d'Ardenne est une ancienne communauté de communes française, située dans le département des Ardennes et la région Champagne-Ardenne.
Celle-ci a fusionné le 1er janvier 2014 avec la communauté de communes des Plaines et Forêts de l'Ouest ardennais pour former la Communauté de communes Portes de France.

## Composition
Elle était composée des communes suivantes :
| Commune          | Population (Recensement 1999) |
| ---------------- | ----------------------------- |
| Arreux           | 320                           |
| Blombay          | 91                            |
| Bourg-Fidèle     | 771                           |
| Chilly           | 113                           |
| Étalle           | 71                            |
| Gué-d'Hossus     | 504                           |
| Ham-les-Moines   | 358                           |
| Harcy            | 459                           |
| Houldizy         | 331                           |
| Laval-Morency    | 232                           |
| Lonny            | 414                           |
| Maubert-Fontaine | 902                           |
| Montcornet       | 218                           |
| Regniowez        | 396                           |
| Renwez           | 1 437                         |
| Rimogne          | 1 416                         |
| Rocroi           | 2 420                         |
| Saint-Marcel     | 325                           |
| Sury             | 114                           |
| Sormonne         | 542                           |
| Taillette        | 314                           |
|                  | 11 748                        |

Ces communes ont rejoint le 1er janvier 2014 la nouvelle communauté de communes Portes de France, à l'exception d'Arreux et Houldizy, qui ont intégré la nouvelle Communauté d’agglomération de Charleville-Mézières / Sedan, et Maubert-Fontaine,  qui a rejoint la nouvelle communauté de communes Ardennes Thiérache, .